# Кравцово (Харьковская область)
Кравцово (укр. Кравцове), село, 
Борковский сельский совет,
Змиёвский район,
Харьковская область.
Код КОАТУУ — 6321780507. Население по переписи 2001 года составляет 71 (39/32 м/ж) человек.

## Географическое положение
Село Кравцово находится на левом берегу реки Мжа, выше по течению на расстоянии в 4 км расположен город Мерефа, ниже по течению на расстоянии в 2 км — село Тимченки, на противоположном берегу — село Колесники.
Село окружает большим лесной массив лес Большой Бор (сосна).
В селе расположена железнодорожная станция Платформа 11 км.

## История
- 1700 - дата основания.
- В 1940 году на хуторе Кравцова были 7 дворов.[1]